# Анри Коанда (летище)
Международно летище Анри Коанда (на румънски: Aeroportul Internațional Henri Coandă) (OTP/LROP) е най-натовареното румънско международно летище, разположено на 16,5 km северозападно от Букурещ, в рамките на град Отопени. Това е едно от двете летища обслужващи столицата, като другото е международно летище Аурел Влаицу. Международно летище Анри Коанда е кръстено на румънския летец, пионер Анри Коанда, основния строител на самолета Coandă-1910 и откривател на ефекта Коанда.
До май 2004 г. летището се казва Международно летище Букурещ Отопени (на румънски: Aeroportul Internațional București Otopeni), като това е името, с което е основно познато.
Международно летище Анри Коанда е основният хъб на ТАРОМ, националният превозвач на Румъния и Țiriac Air. Също така летището е хъб и за нискотарифните авиокомпании Air Bucharest, Blue Air and Wizz Air. Управлява се от националната компания Летище Букурещ С. А. (на румънски: Compania Națională Aeroporturi București S.A.). На летището има и военна база, която се използва от 90 авиационна флотилия на румънските въздушни сили.

## История

### Ранни години
По време на Втората Световна война летище Отопени е използвано за авиобаза на немските военновъздушни сили. До 1965 г. е ограничено само за военни дейности основно от румънските военновъздушни сили. По това време аерогарата разполага с писта с дължина 1200 м. Летище Банеса е единственото летище, освен Букурещ, което е използвано за комерсиални полети. През 1965 г., с нарастването на въздушния трафик е построено ново гражданско летище в рамките на летище Отопени, където дотогава се е намира военната база. Пистата е модернизирана и разширена до 3500 м., ставайки по това време най-дългата в Европа.
През август 1969 г., когато президентът на САЩ Ричард Никсън посещава Румъния, е направена ВИП ложа. Нов пътнически терминал, проектиран от Цезар Лазареску, с капацитет 1.2 милиона пътници годишно е отворен на 13 април 1970 г. за да посрещне нуждите на вътрешните и международните линии. Летището бавно започва да се използва все повече и повече от авиокомпаниите, което води до увеличаване на броя пътници. През 1986 г. то влиза в нова фаза на развитие. Втора 3500 метрова писта е построена, както и пътеки за рулиране. Осветителната система е подобрена и капацитетът е увеличен до 35 самолетодвижения за час.
През 1992 г. летището става пълноправен член на Международния съвет на летища (ACI). През същата година е разработен дългосрочен, многофазен план за развитието на аерогарата, предвиждащ рязко увеличаване на пътническия трафик до и от Румъния.

## Терминали
Международно летище Анри Коанда се състои от един терминал с две основни сгради (през годините считани за различни терминали). Тези сгради са залата за излитащи (известна още като зала за международни заминаващи) и залата за пристигащи (известна още като зала за международни заминаващи/вътрешни линии) Коридор свързва двете сгради, като в него се намират различни магазини. Основната зала е организирана на две различни части пътуващи от и за страни част от Шенгенското споразумение и пътуващи от и за страни извън Шенгенското споразумение) Основаната компания осъществяваща наземно обслужване на въздухоплавателни средства на летището е Globeground, втората – Menzies. Кетеринг услуги се осигурени от Alpha Rocas.
Международното летище Хенри Коанда има 32 гейта, от които 14 са с ръкави за пътници. В залата за международно заминаващи има различни магазини, ресторанти, салони, интернет кафенета. На летището има и параклис и малка площадка за деца, намираща се на първия етаж на залата за международно заминаващи. Всички услуги на летището са достъпни за хора с увреждания.

## Авиолинии и дестинации
В таблицата са дадени част от полетите, които се изпълняват от летището.
| Авиокомпания                  | Град – Летище |
| ----------------------------- | --- |
| Aegean Airlines               | Атина Сезонни чартърни линии: Закинтос, Ираклио, Корфу, Кос, Миконос, Родос, Санторини, Ханя |
| Aeroflot                      | Москва „Шереметиево“ |
| Air Berlin                    | Берлин „Тегел“ |
| Air Bucharest                 | Сезонни чартърни линии: Анталия, Бодрум, Ираклио, Корфу, Кос, Палма де Майорка, Родос, Хургада |
| Air France                    | Париж „Шарл дьо Гол“ |
| Air Moldova                   | Кишинев |
| Air Serbia                    | Белград |
| Austrian Airlines             | Виена |
| Blue Air                      | Барселона, Бирмингам, Болоня, Бордо (започва от 1 юни), Брюксел, Валенсия, Валенсия – Кастейон, Глазгоу, Дъблин, Катания, Клуж-Напока, Копенхаген (започва от 1 юни), Кьолн/Бон, Ларнака, Ливърпул, Лион, Лисабон, Лондон „Лутън“, Мадрид, Малага, Милано „Бергамо“, Милано „Линате“, Наполи, Ница, Орадя, Париж „Бове“, Рим „Фиумичино“, Стокхолм „Арланда“, Тел Авив, Торино, Флоренция, Хамбург, Щутгарт, Яш |
| British Airways               | Лондон „Хийтроу“ |
| Czech Airlines                | Прага |
| Dniproavia                    | Киев Бориспол |
| El Al                         | Тел Авив |
| Eurowings                     | Дюселдорф |
| FlyDubai                      | Дубай |
| KLM                           | Амстердам |
| LOT                           | Варшава |
| Lufthansa                     | Мюнхен, Франкфурт |
| Qatar Airways                 | Доха |
| Ryanair                       | Атина, Берлин „Шьонефелд“, Болоня, Бристол, Брюксел „Шарлероа“, Дъблин, Лондон „Станстед“, Мадрид, Милано „Бергамо“, Милано „Малпенса“, Палермо, Рим „Чампино“, Тимишоара |
| Scandinavian Airlines         | Копенхаген |
| Swiss International Air Lines | Цюрих |
| ТАРОМ                         | Амстердам, Атина, Барселона, Бейрут, Белград, Брюксел, Будапеща, Валенсия, Виена, Истанбул „Ататюрк“, Кишинев, Клуж-Напока, Ларнака, Лондон „Хийтроу“, Мадрид, Мюнхен, Орадя, Париж „Шарл дьо Гол“, Прага, Рим „Фиумичино“, Сату Маре, Солун, София, Стокхолм „Арланда“, Сучава, Тел Авив, Тимишоара, Франкфурт, Хамбург, Яш Сезонни:Аликанте, Аман, Женева, Ница Сезонни чартърни линии: Анталия, Бодрум, Ираклио, Корфу, Кос, Миконос, Палма де Майорка, Превеза, Родос, Санторини, Скиатос, Тенерифе-юг, Хургада, Шарм еш-Шейх |
| Turkish Airlines              | Истанбул |
| Wizz air                      | Айндховен, Аликанте, Алгеро, Базел/Мюлуз, Бари, Барселона, Билун, Бирмингам, Болоня, Брюксел „Шарлероа“, Будапеща, Валенсия, Варшава, Верона, Глазгоу, Донкастър/Шефийлд, Дортмунд, Дубай „Ал Мактум“, Женева, Катания, Клуж-Напока, Ламеция Терме, Ларнака, Лисабон, Лондон „Гетуик“, Лондон „Лутън“, Мадрид, Малага, Малмьо, Малта, Милано „Бергамо“, Неапол, Нюремберг, Осло „Торп“, Париж „Бове“, Перуджа, Пескара, Пиза, Рим „Чампино“, Сарагоса, Стокхолм „Скавста“, Тел Авив, Тенерифе-юг, Торино, Тревизо, Хановер        |

## Статистика

### Пътници
През 2014 г. международно летище Анри Коанда е обслужило 8 316 705 пътници, което е увеличение с 8,8% в сравнение с 2013 г.
| Година | Пътници (общо) | Пътници (вътрешни линии) | Самолетодвижения | Товарни превози |
| ------ | -------------- | ------------------------ | ---------------- | --------------- |
| 2005   | 2 972 799      | 49 593                   | —                | 16 887 тона     |
| 2006   | 3 497 938      | 55 056                   | —                | 18 089 тона     |
| 2007   | 4 937 683      | 410 916                  | 67 372           | 17 423 тона     |
| 2008   | 5 063 555      | 497 208                  | 69 916           | —               |
| 2009   | 4 480 765      | 496 391                  | 69 692           | —               |
| 2010   | 4 802 510      | —                        | 71 481           | —               |
| 2011   | 5 049 443      | —                        | —                | —               |
| 2012   | 7 120 024      | —                        | 98 600           | —               |
| 2013   | 7 643 467      | —                        | 106 159          | —               |
| 2014   | 8 316 705      | —                        | 91 788           | —               |
| 2015   | 9 282 884      | —                        | 92 218           | —               |

### Дестинации
| Град        | Летище/а                         | Брой полети (към ноември 2016) | Авиокомпания                                        |
| ----------- | -------------------------------- | ------------------------------ | --------------------------------------------------- |
| Лондон      | Хийтроу, Гетуик, Лутън, Станстед | 71                             | Blue Air, British Airways, Ryanair, TAROM, Wizz Air |
| Клуж Напока | Клуж                             | 58                             | Blue Air, TAROM, Wizz Air                           |
| Тимишоара   | Тимишоара                        | 46                             | TAROM, Wizz Air                                     |
| Яш          | Яш                               | 45                             | Blue Air, TAROM                                     |
| Рим         | Леонардо да Винчи, Чампино       | 45                             | Alitalia, Blue Air, Ryanair, TAROM, Wizz Air        |
| Виена       | Международно летище Виена        | 43                             | Austrian Airlines, TAROM                            |
| Париж       | Бове, Шарл дьо Гол               | 41                             | Air France, Blue Air, TAROM, Wizz Air               |

## Наземен транспорт

### Железопътен транспорт и метро
Директна връзка се изпълнява между северната гара на Букурещ (на румънски: Gara de Nord) и железопътната гара на летището, която е на 900 от терминалите. Шътъл автобуси свързват гарата със залите за излитащи и кацащи. Билите се продават на железопътната гара, включително за автобусите.
Разширение на метрото цели разполагането на железопътна гара на самото летище. Връзката ще се осъществява от линия М6.

### Автобусен транспорт
Международно летище Анри Коанда е част от транспортната схема на обществената транспортна компания RATB. Линия 780 осигурява връзката между летището и северната гара на Букурещ. Линия 783 осигурява връзка с центъра на града.

### Таксиметров транспорт
От май 2013 г. начинът за поръчване на таксита е чрез тъч скрийн система в залата за пристигащи, като тя позволява на таксиметровите шофьори да влязат на територията на летището. Тази мярка е взета след многократни оплаквания от пътници, които са били ограбени от незаконни и високотарифни таксита.

### Автомобилен транспорт
Международно летище Анри Коанда се намира на 16,5 км северно от центъра на Букурещ, като се намира на основния маршрут DN1. Магистрала А3 ще свърже летището и центъра на града, когато е завършена. Компании за коли под наем, като Avis, Hertz, Europcar иSixt имат офиси, намиращи се между залата за пристигащи и залата за заминаващи.